# LazyTown
LazyTown (originele titel LatiBær) is een IJslandse kinderserie voor televisie die in België op de zender Ketnet wordt uitgezonden en zowel in België als in Nederland via de kabel op de zender Boomerang te zien was. De serie, die werd geproduceerd in 2004 en uit 35 afleveringen bestaat, is gericht op kinderen tussen de 4 en 8 jaar. Reguliere beelden worden in LazyTown gecombineerd met zowel tekenfilmbeelden (reguliere animatie) als digitale animatie.
Het idee voor de serie is afkomstig van Magnús Scheving, die eveneens de rol van held Sportacus vertolkt. Scheving werd ooit tweede op het wereldkampioenschap aerobics en probeert door middel van de serie kinderen zin te laten krijgen in sport, beweging en goede voeding.
De serie is in het Engels opgenomen maar in het Nederlands nagesynchroniseerd.

## Verhaal
De serie speelt zich af in een stad genaamd LazyTown, waarvan de naam is afgeleid van het Engelse woord "lazy" (lui). De algemene luiheid komt al snel tot een eind wanneer Sportacus en zijn vriendin met felroze haren, Stephanie opduiken. Al snel is in LazyTown niets meer te zien van luiheid. Eén persoon verstoort echter dit beeld: Robbie Rotten. Hij wil simpelweg van zijn rust genieten en lekker luieren. Daarom probeert hij steeds weer met allerlei trucs en (altijd makkelijk herkenbare) verkleedpartijen om van Sportacus verlost te worden. Tegen deze held maakt hij keer op keer geen enkele kans.

## Cast

### Echte personen
| Personage                    | Gespeeld door                                                  | Vlaamse stem                                | Nederlandse stem |
| ---------------------------- | -------------------------------------------------------------- | ------------------------------------------- | ---------------- |
| Sportacus                    | Magnús Scheving                                                | Sam Verhoeven                               | Jürgen Theuns    |
| Stephanie                    | Julianna Rose Mauriello (seizoen 1–2) Chloe Lang (seizoen 3–4) | Wanda Joosten (seizoen 1, zang seizoen 1–2) | Elaine Hakkaart  |
| Robbie Rotten (Rotte Robbie) | Stefán Karl Stefánsson                                         | Door Van Boeckel                            | Paul Disbergen   |

### Poppen
| Personage                     | Bespeeld door         | Vlaamse stem                 | Nederlandse stem            |
| ----------------------------- | --------------------- | ---------------------------- | --------------------------- |
| Burgemeester Milford (Berend) | David Matthew Feldman | Sam Verhoeven                | Just Meijer                 |
| Bessie (Beppie)               | Julie Westwood        | Door Van Boeckel (seizoen 1) | Marjolein Algera            |
| Ziggy                         | Guðmundur Þór Kárason | Sam Verhoeven (seizoen 1)    | Dieter Jansen (seizoen 1–3) |
| Stingy (Vrekkie)              | Jodi Eichelberger     | Sam Verhoeven                | Danny Houtkooper            |
| Trixie                        | Sarah Burgess         | Wanda Joosten                | Melise de Winter            |
| Pixel                         | Ron Binion            | Door Van Boeckel             | Juliann Ubbergen            |

De achtjarige Stephanie is naast de heren Sportacus en Robbie Rotten de enige "echte" persoon in de serie. Alle andere personen in LazyTown zijn handpoppen.
Met de single "Bing Bang (Time To Dance)" bereikten de fictieve helden in 2006 de vierde plaats in de UK Singles Chart. De serie LazyTown is inmiddels al uitgezonden in 103 landen, waaronder in de Verenigde Staten door Nick Jr. en Viacom-onderdeel Noggin, in Latijns-Amerika door Discovery Kids en in het Verenigd Koninkrijk door Nick Jr. en BBC-onderdeel CBeebies. Sinds december 2014 is de Nederlandstalige versie toegevoegd aan Netflix, waarmee de serie ook on-demand beschikbaar is.